# Ліввіки
Ліввіки, каре́ли-ліввіки (liygilaizet), також оло́нецькі каре́ли — один із трьох великих субетносів (крім власне карелів) у складі карельського етносу. Поряд із субетносом людіків (lyydilaizet), значно відрізняються мовою та культурою від власне карелів. Ліввіки мешкають переважно в Олонецькій Карелії, на східному та північному Приладожжі.
Чисельність карелів-ліввіків, які складали раніше основне населення цих земель, значно скоротилася в 1941—1944 роках унаслідок геноциду, що проводився фінською та радянською владою.

## Історія та походження
Етногенез ліввіків, як в карелів загалом, досі є маловивченим. Загальноприйнятною вважається точка зору, що цей субетнос сформувався в процесі міжетнічного контакту середньовічної корели з вессю. І, певно, з переважанням другого компоненту, що спричинило відмінність мови та культури ліввіків. Деякі дослідники говорили про балтійське походження ліввіків, адже їх назва карельською мовою (livvikoi) є практично ідентичною самоназві лівів. Певно, частина лівів у ранньому середньовіччі мігрувала до Приладожя й змішалася з корелою, зберігши пам'ять про свою етнічну самобутність. Д. В. Бубрих відзначав, що пам'ятки середньовічної матеріальної культури свідчать саме про міграцію з півдня населення, яке створило разом із автохтонними карелами субетнос ліввіків.
Втім, перша письмова згадка про ліввіків приблизно датована VI століттям: у книзі Йордана «Про походження та діяння готів» перераховано низку балтійсько-фінських народів, підкорених вождем готів Германаріхом. Більшість дослідників (Ю.Коскінен, К.Мюлленгофф, В.Томашек та ін.) обґрунтовано вважають, що цей список було запозичено Йорданом із невідомого нині інітерарія. У цьому списку поряд із мерею та мордвою є народ, що має назву «Thiudos in Aunxis», тобто, згідно з Ф.Брауном, «чудь олонецька» (більшістю балтійсько-фінських мов Олонець досі називається Aunus, у відповідному відмінку Aunuksis).
Столицею ліввіків із часів раннього середньовіччя було місто Олонець, дата заснування якого невідома. Вперше в письмових джерелах Олонець згадується в Уставній грамоті новгородського князя Святослава Ольговича в 1327 році. Територія ліввіків була у складі Карельського князівства, Обонезької п'ятини Новгородської землі. Разом із Новгородською землею ліввіки увійшли за Івана III до складу Московської держави. У 1649 році Олонецьку фортецю було капітально перебудовано. У 1773 році було засновано Олонецьку область у складі Новгородського намісництва, до якої увійшли всі землі ліввіків і столицею якої до 1782 року був Олонець.
До другої третини XX століття значна частина ліввіків мешкала на території Фінляндії, зберігаючи свої мову та культуру, втім, до нашого часу, за даними фінських дослідників, вони цілком асимільовані та увійшли до складу фінського етносу.

## Антропологічний тип
Ліввіки належать до європеоїдної великої раси, її біломоро-балтійського типу, якому властивий мінімальний монголоїдний домішок.

## Мова
Походження ліввіковського діалекту досі маловивчено, головним чином через малодослідженість самого субетносу. Цей діалект карельської мови відносять до балтійсько-фінської гілки фінно-угорської групи мов. У діалекті є багато запозичень із архаїчної вепсської мови, а також пласт західнобалтійської лексики, якої немає в інших карельських діалектах. Достовірних даних про виникнення писемності у ліввіків немає, у XIX столітті вона вже існувала на основі кирилиці, в 1930-х роках було введено писемність на основі латиниці.
Давня абетка ліввіковського діалекту
| A a | B b | Č č | D d | Ǯ ǯ | E e | F f | G g |
| H h | I i | J j | K k | L l | M m | N n | O o |
| P p | R r | S s | Š š | Z z | Ž ž | T t | U u |
| V v | Ü ü | Ä ä | Ö ö | '   |     |     |     |

У складі ліввіковського діалекту карельської мови вирізняють такі субдіалекти:
† — мертві субдіалекти й говірки
- сямозерський †
- тулемаярвський
- ведлозерський †
- вітельський †
- салмінський (видлицький)
- коткат'ярвський
- ріпушкальський
- неккульський